# Mohnyin Thado
Mohnyin Thado (birmanês:  မိုးညှင်း သတိုး, pronunciado [móɲ̥ɪ́ɴ ðədó]; Nyaungyan, Reino de Ava, 20 de outubro de 1379 — Ava (Inwa), 1 de maio de 1439) foi rei de Ava de 1426 a 1439. É também conhecido na história birmanesa como Mohnyin Min Taya (မိုးညှင်း မင်းတရား, [móɲ̥ɪ́ɴ mɪ́ɴ təjá], “Senhor Justo de Mohnyin”) após seu longo mandato como saopha de Mohnyin, um Estado fronteiriço de língua xã (no atual estado de Cachim, Myanmar). Ele fundou a casa real (ou dinastia) de Mohnyin (မိုးညှင်း ဆက်) que governaria o reino até 1527.
Nascido em uma nobreza menor, Thado começou sua carreira como comandante do exército real em 1401, durante a Guerra dos Quarenta Anos contra Hanthawaddy Pegu. Após fazer seu nome sob o comando do príncipe herdeiro Minye Kyawswa, incluindo a conquista de Arracão em 1406, Thado foi nomeado saopha de Mohnyin em 1410 pelo rei Minkhaung I. Após sobreviver às incursões chinesas de 1412–1415, a influência do saopha no norte dos Estados xãs cresceu na década seguinte. Permaneceu leal ao sucessor de Minkhaung, o rei Thihathu, servindo como cocomandante-chefe ao lado do príncipe Min Nyo de Kale na bem-sucedida campanha final da Guerra dos Quarenta Anos em 1422–1423. Quando Nyo tomou o trono de Ava com a ajuda da rainha Shin Bo-Me em 1425, Thado foi o único vassalo a desafiar abertamente o casal usurpador; ele os expulsou de Ava (Inwa) em 1426.
No entanto, o próprio Thado era visto como um usurpador por muitos vassalos e não conseguia encontrar nenhum apoio fora do vale do Irauádi. Enfrentou uma rebelião incômoda do príncipe Minye Kyawhtin, da dinastia anterior, desde o início e, em 1427, várias rebeliões surgiram nas regiões periféricas, inclusive em sua base, Mohnyin. Em 1429, ele havia desistido da maioria do projeto de reunificação e começou a gastar grande parte do tesouro real em uma série de construções de edifícios religiosos. Ele não estava preparado quando seus rivais internos e externos se aproveitaram de sua política voltada para dentro. Perdeu a região irrigada de Yamethin para o Estado rebelde de Toungoo (Taungoo) em 1429–1430; foi forçado a ceder Tharrawaddy e Paungde ao rei Binnya Ran I de Hanthawaddy em 1431, após uma breve guerra; e não fez nada quando Ran assumiu o controle de Toungoo em 1436. Ele se tornou cada vez mais excêntrico em seus últimos anos e, apesar dos conselhos de sua corte, redefiniu o calendário birmanês para o ano 2 em 1438.
Embora nunca tenha tido controle sobre as regiões periféricas, deixou para seus sucessores as regiões mais produtivas do reino. Seus sucessores imediatos — Minye Kyawswa I e Narapati I — usariam os recursos das regiões centrais para reunificar o reino com sucesso na década seguinte. Sua linhagem levaria Ava ao seu “apogeu” na segunda metade do século XV.

## Infância
Ruínas na atual Inwa (Ava)

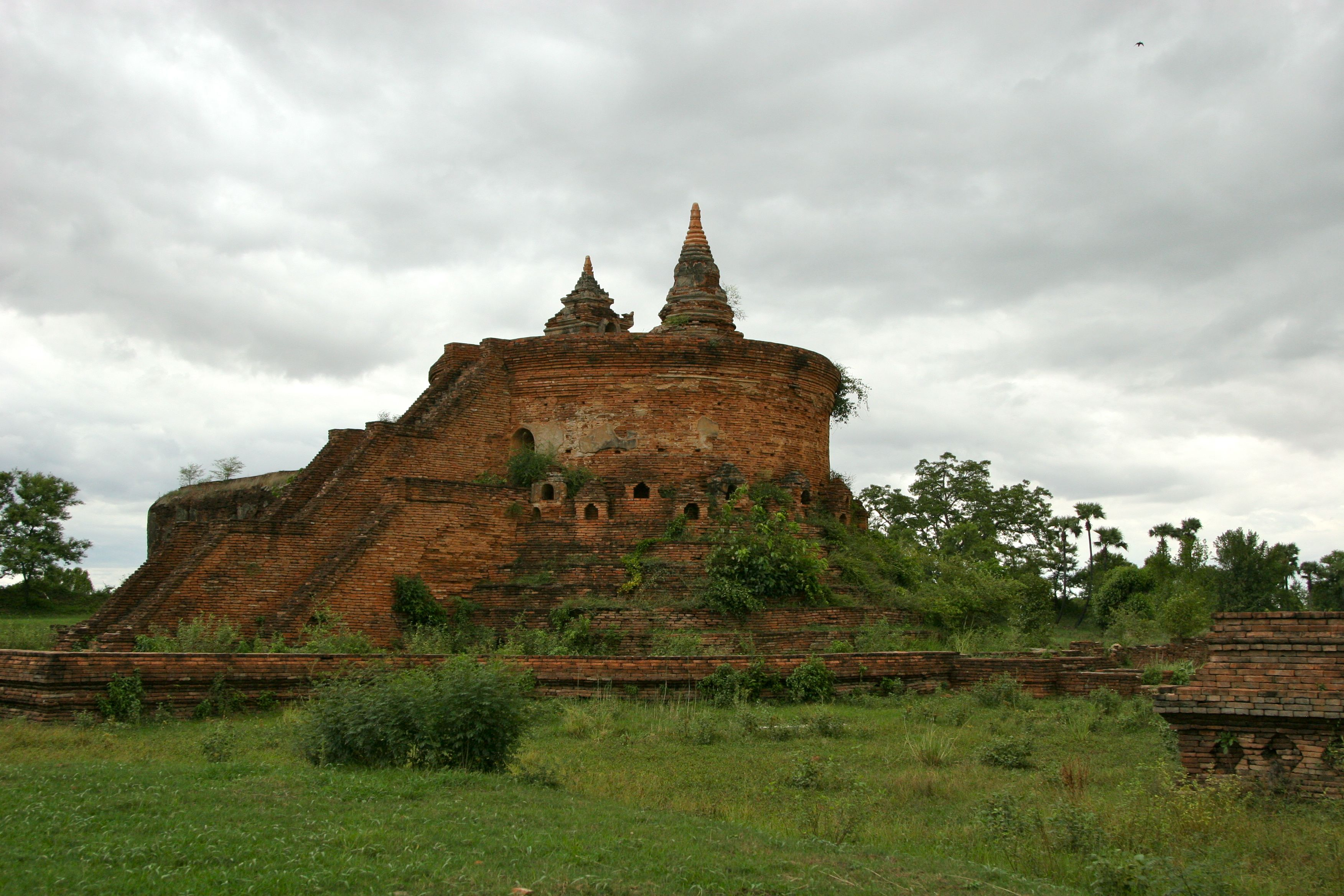
Ruínas da atual Inwa (Ava)

O futuro rei nasceu Min Nansi (မင်း နံစီ) em 20 de outubro de 1379 em Nyaungyan, uma pequena cidade 130 km ao sul de Ava (Inwa), em um ramo distante da família real. Seus pais, Saw Diga de Mye-Ne e Saw Pale de Nyaungyan, eram descendentes do rei Kyawswa I de Pinya (reinou de 1344–1350) e, em última análise, das linhagens reais Pagã e Pinya, assim como o monarca Swa Saw Ke de Ava, que reinava na época. Nansi tinha dois irmãos mais novos, um irmão e uma irmã.
Sua família aparentemente tinha laços bastante estreitos com o rei Swa. O rei deu a Nansi Inbe, um vilarejo a 80 km a noroeste de Ava, como um apanágio, com o título de Udein (ဥဒိန်, páli: Udinna). Segundo as crônicas Maha Yazawin e Hmannan Yazawin, quando era um menino, Udein serviu brevemente como pajem dos filhos mais novos do rei, Min Swe e Theiddat, durante a turnê de anos dos príncipes pelo reino, mas deixou o trabalho logo depois, pois não conseguia lidar com a vida na estrada. A crônica Yazawin Thit rejeita a história, apontando que ele ainda era muito jovem para ter sido pajem durante o período (1381–1385) em que os príncipes percorreram o país.
No entanto, Udein era um dos leais a Min Swe em 1400, quando o príncipe subiu ao trono com o título real de Minkhaung. O novo rei, que enfrentou vários desafios ao seu governo no início de seu reinado, nomeou Udein governador de Myohla (atual Shwebo), perto de Inbe, com um título melhorado de Thado.

## Início de carreira

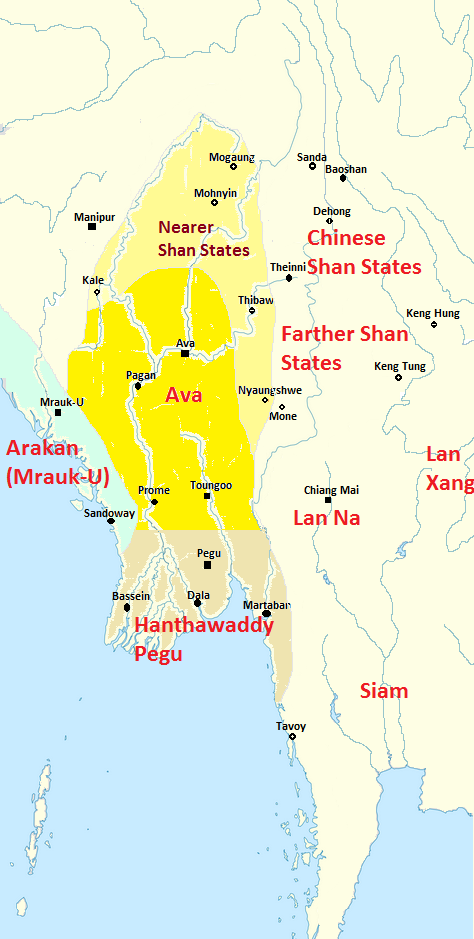
Mapa político da Birmânia c. 1450. O mapa na primeira metade do século era semelhante, exceto Arracão, que era desorganizado até 1429. Os Estados xãs mais próximos em amarelo claro, incluindo Mohnyin, Mogaung, Thibaw (Hsipaw/Onbaung) e Nyaungshwe (Yawnghwe), foram em algum momento tributários de Ava durante a primeira metade do século XV

Thado foi um dos poucos vassalos leais com os quais o rei pôde contar quando o rei Razadarit de Hanthawaddy Pegu invadiu Ava em 1401. Ele fez seu nome como comandante do exército real em 1402, liderando uma missão bem-sucedida para abastecer a cidade sitiada de Prome (Pyay). Seu regimento, que guardava um comboio de 2 mil pôneis de carga, cada um carregando dois tins (~82 litros, ~2,25 bushels) de arroz, rompeu com sucesso as linhas de Hanthawaddy para abastecer a cidade faminta, ajudando Prome a resistir.
Sua carreira continuou a crescer nos anos seguintes. Em 1406, ele foi o segundo em comando (sitke) do exército invasor de Ava (10 mil homens, 500 cavalaria, 40 elefantes) liderado pelo filho mais velho de Minkhaung, o príncipe Minye Kyawswa, que capturou o reino ocidental de Arracão (atual estado de Arracão). Em 1408, depois que Hanthawaddy reiniciou a Guerra dos Quarenta Anos, Thado foi membro da delegação sênior de Ava que tentou, sem sucesso, negociar uma trégua.
Em março de 1410, o rei Minkhaung nomeou Thado saopha (governador-geral) de Mohnyin, um importante Estado de língua xã (no atual estado central de Cachim) próximo à fronteira chinesa. A nomeação ocorreu após uma longa deliberação de Minkhaung com seu ministro-chefe Min Yaza sobre a melhor forma de lidar com a rápida deterioração das relações do reino com a China. Como presente de despedida, o rei também deu uma de suas rainhas, Shin Myat Hla, em casamento a Thado. Por sua vez, Thado reconheceu a importância e o risco associado à nomeação; ele procurou Min Yaza para aconselhá-lo sobre o governo antes de partir para o Estado do norte.

## Saophade Mohnyin
Thado passaria os 16 anos seguintes em Mohnyin e usaria sua base no norte para assumir o trono de Ava em 1426. Seu governo bem-sucedido em Mohnyin lhe rendeu os apelidos de “Mohnyin Thado” (lit. “Thado de Mohnyin”) e “Mohnyin Min Taya” (lit. “Senhor Justo de Mohnyin”), os nomes pelos quais ele é mais conhecido na história birmanesa.

### Incursões chinesas (1412–1415)

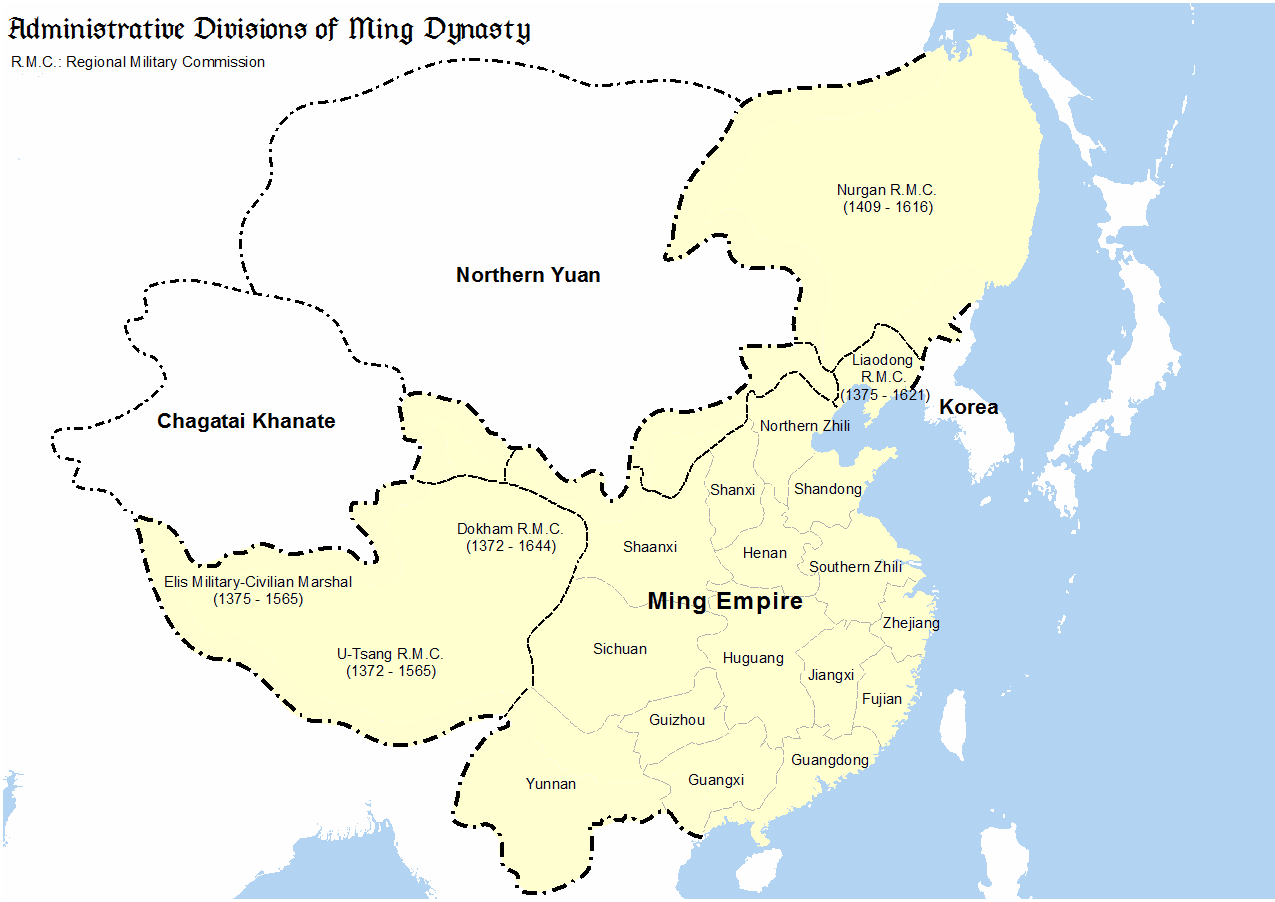
Mapa representando as reivindicações chinesas Ming a partir de 1409, que incluíam Mohnyin e grandes áreas do atual norte e leste de Myanmar. A corte Ming exigiu que Ava deixasse Mohnyin, Bhamo e Kale em 1406, e quando Ava não obedeceu, começou a planejar a guerra em 1409.

A principal tarefa de Thado era servir como defesa de Ava no norte. Desde o início, ele enfrentou dois problemas: A China e a própria província fronteiriça. Composta por 19 maings (distritos), Mohnyin era historicamente o mais poderoso dos estados Shan que circundavam todo o arco norte-leste do Reino de Ava. Em alguns momentos, chegou a controlar outros Estados xãs, incluindo Mogaung e Kale (Kalay), e invadiu periodicamente os Estados das planícies (Ava e seus antecessores Sagaingue e Pinya) desde a década de 1350. Foi somente em 1406 que o poderoso Estado caiu sob o controle de Ava. Embora manter a ordem em Mohnyin fosse um desafio por si só, um problema mais imediato e urgente para Ava era a China. Alegando que os Estados xãs que Ava assumiu em 1405–1406 eram seus tributários, a corte Ming havia exigido que Ava acabasse com sua “agressão” nos Estados xãs desde 1406 e havia considerado uma ação militar contra Ava desde 1409. Ela também havia se aliado a Hanthawaddy, reconhecendo o reino de língua mom como seu tributário.
No entanto, Ava não percebeu totalmente a extensão da situação que estava se agravando. Além de colocar Thado em Mohnyin, a corte de Ava continuou a priorizar o esforço de guerra em andamento contra Hanthawaddy no sul, enviando recrutas de Estados fronteiriços chineses como Onbaung e Nyaungshwe ainda em 1410–1412. Descobriu-se que o regimento de Thado em Mohnyin não era suficiente para defender outros distritos do norte e do leste. Quando o vassalo chinês Hsenwi invadiu os distritos do nordeste de Ava em 1412, Thado e outros saophas do norte tiveram que se esconder até que Minye Kyawswa chegasse do teatro de guerra de Arracão com um exército. O regimento Mohnyin de Thado fazia parte do exército de 7 mil homens de Minye Kyawswa que deteve o exército Hsenwi em Wetwin (atual Pyin U Lwin). Minye Kyawswa, o príncipe Min Nyo e o governador Thado lutaram contra os principais comandantes Hsenwi — o saopha de Hsenwi, com seu filho e genro — em seus respectivos elefantes de guerra, e as forças Hsenwi recuaram depois que seu saopha foi morto em combate. O exército de Ava passou a sitiar Hsenwi pelos cinco meses seguintes e, após a estação chuvosa, em c. novembro de 1412, derrotou uma força de socorro chinesa (20 mil homens e 2 mil cavaleiros) nos arredores de Hsenwi. Conforme o historiador G. E. Harvey, Thado foi um dos “melhores capitães” de Minye Kyawswa.

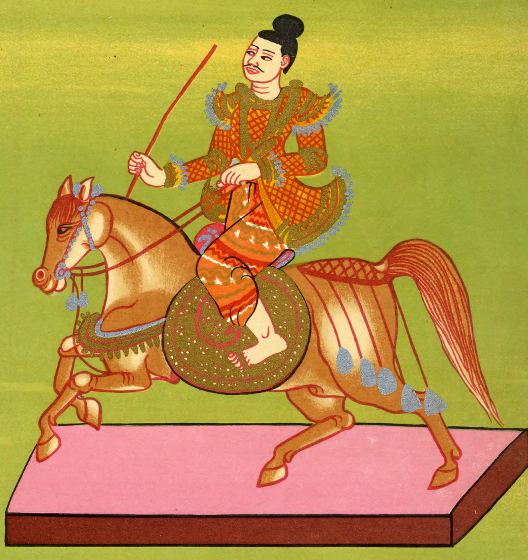
Príncipe herdeiro Minye Kyawswa, comandante-em-chefe das forças de Ava (1410-1415)

A campanha de Hsenwi acabou sendo o ponto alto do desempenho de Thado na guerra. Ele e outros governadores do norte foram novamente deixados à própria sorte depois que Minye Kyawswa foi transferido para a frente sul no final de 1412. Quando o exército chinês retornou no início de 1413, Thado resistiu em Mohnyin, mas outras cidades menos fortificadas foram completamente devastadas pelos chineses. (Segundo a Ming Shilu, os chineses destruíram mais de 20 cidades e paliçadas e trouxeram de volta elefantes, cavalos e outros bens, apresentados na capital chinesa em setembro de 1413.) Foi necessário o retorno de Minye Kyawswa para expulsar as forças apoiadas pelos chineses até a fronteira em 1413–1414. As defesas do norte de Ava finalmente detiveram os chineses em 1414–1415, mas a estrela da campanha, conforme as crônicas, foi Smin Bayan, um ex-comandante de Hanthawaddy.

### Período pós-guerra à crise de sucessão de Ava (1415–1425)
Embora as incursões chinesas tenham terminado depois de 1415, sem a assinatura de um tratado de paz formal, Thado permaneceu em Mohnyin por mais uma década. Quando o rei morreu em 1421, Thado havia se tornado um dos principais saophas do norte e seu apoio foi cortejado por Thihathu, o sucessor do trono de Ava. Em um gesto de lealdade, Thado enviou seu filho do meio, Nawrahta, de oito anos, para ser pajem do novo rei. Thihathu, por sua vez, também em um gesto simbólico, deu ao jovem o feudo de Inbe, que também foi o antigo feudo de Thado.

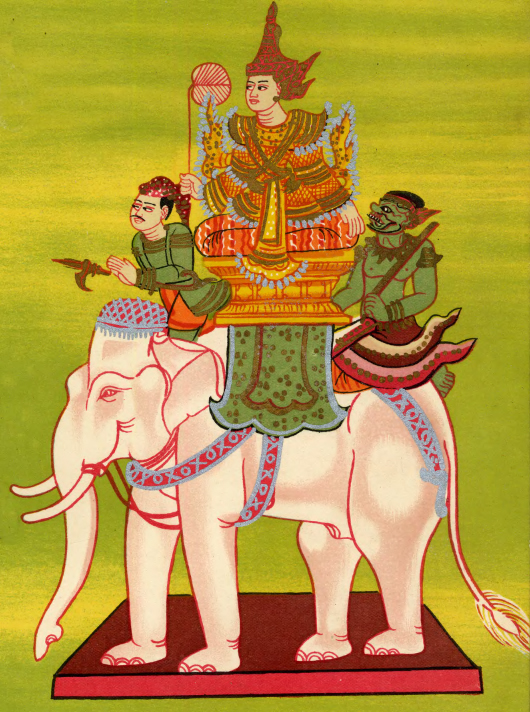
Rei Thihathu de Ava

O relacionamento entre eles foi consolidado ainda mais em 1422–1423, quando Thado coliderou uma campanha bem-sucedida contra Hanthawaddy. A campanha foi uma tentativa de Thihathu de tirar proveito da crise de sucessão no reino do sul. Thado comandou o exército principal (8 mil soldados, 500 cavalos, 30 elefantes de guerra), enquanto o príncipe Min Nyo de Kale comandou a força de invasão naval (6 mil soldados, 700 barcos de guerra, 200 barcos de carga). A campanha foi um sucesso. As forças combinadas capturaram todo o delta do Irauádi e forçaram o príncipe Binnya Ran, o principal pretendente ao trono de Pegu, a propor um tratado de paz com termos favoráveis a Ava, incluindo uma aliança matrimonial entre Thihathu e a princesa Shin Saw Pu, irmã de Ran. Thihathu aceitou a proposta e assinou o tratado em 1423.
Após a campanha bem-sucedida, a influência de Thado cresceu sem controle no norte. Ele enfrentou pouca supervisão do rei, que, segundo as crônicas, passava a maioria do tempo com Shin Saw Pu e suas concubinas, e pouco governava. O saopha estava bem consolidado no norte quando Thihathu foi assassinado em agosto de 1425. (O assassinato foi executado pelos homens do governador Le Than Bwa, de Onbaung, e organizado pela rainha Shin Bo-Me, a segunda rainha de Thihathu, que queria colocar seu amante, o príncipe Min Nyo, no trono.) Ele reconheceu nominalmente o filho de oito anos de Thihathu e seu sucessor Min Hla, mas começou a conduzir abertamente sua própria política. Embora não esteja claro se ele tinha autoridade legal para fazê-lo, Thado nomeou seu filho do meio Nawrahta, que havia escapado do assassinato de Thihathu, como saopha de Wuntho.

### Revolta bem-sucedida (1425–1426)
Sua ruptura total com Ava veio em novembro de 1425, quando a facção Bo-Me assassinou o menino rei e colocou o príncipe Nyo no trono. A tomada de poder foi vista por muitos governantes vassalos como ilegítima. Embora o príncipe tivesse uma forte reivindicação ao trono como filho único do rei Tarabya de Ava (reinou em 1400), ele recebeu apenas um apoio morno dos vassalos próximos à capital. No norte, onde Thado dominava, apenas Le Than Bwa de Onbaung e Baya Gamani de Singu apoiaram Nyo, enquanto no sul, o governador Min Maha de Prome, um grande Estado vassalo, não reconheceu Nyo. Ainda assim, Thado foi o único vassalo que tentou expulsar Nyo. Nos três meses seguintes, Thado garantiu o apoio da maioria dos Estados xãs do norte, incluindo o poderoso Estado de Mogaung. Sua autoridade agora alcançava até o sul do vale do Mu, uma das três principais regiões irrigadas de Ava, embora Nyo ainda não tivesse concedido a região.

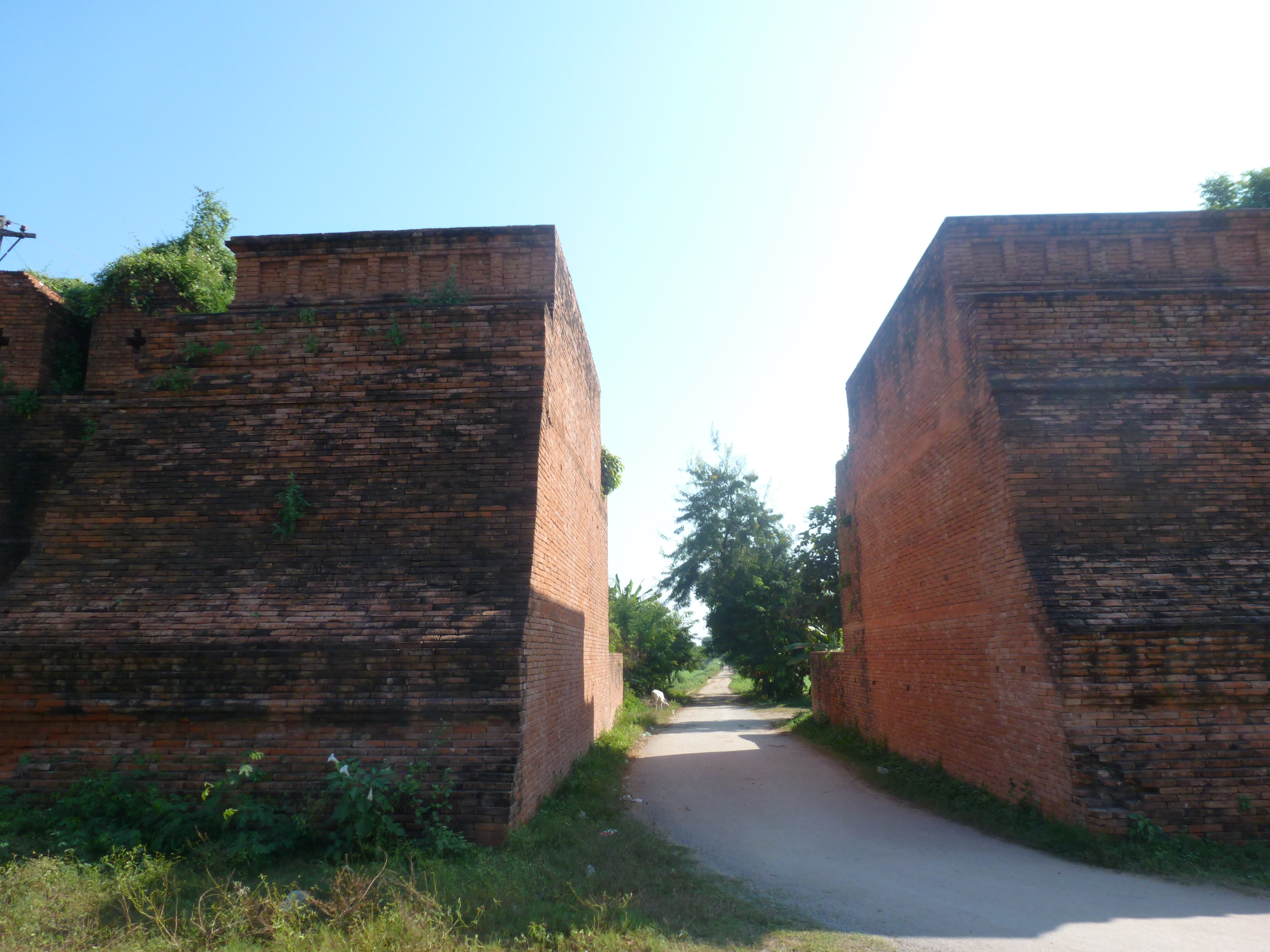
Restos das muralhas externas de Ava atualmente

Sua viagem para o sul começou em fevereiro de 1426. Suas forças enfrentaram as defesas de Ava lideradas pelo governador Thray Sithu de Myinsaing e pelo governador Le Than Bwa de Onbaung. A estratégia de Thado era marchar a um “ritmo lento, metódico e deliberado”, de modo a permitir que os vassalos sem entusiasmo de Nyo o abandonassem. Mesmo quando suas forças de vanguarda obtiveram uma vitória surpreendentemente rápida em Thissein, Thado interrompeu o avanço para recrutar mais tropas da região. Em abril, suas forças ampliadas derrotaram a guarnição de 3 mil homens em Wetchet, tirando Thray Sithu da guerra.
A vitória abriu o caminho para Sagaingue, do outro lado do rio Irauádi de Ava. Aqui, Thado persuadiu o comandante da guarnição de Sagaingue, Le Than Bwa, a deixar a luta dando ao saopha uma quantidade substancial de ouro e prata. A partida de Le Than Bwa criou pânico do outro lado do rio. Todos, exceto um dos vassalos que guardavam o perímetro ao redor da capital, renunciaram a seus laços com Nyo e se retiraram para suas regiões de origem. O rei Nyo e a rainha Bo-Me posteriormente fugiram da capital, e Thado entrou na capital sem oposição em 16 de maio de 1426.

## Reinado

### Ascensão

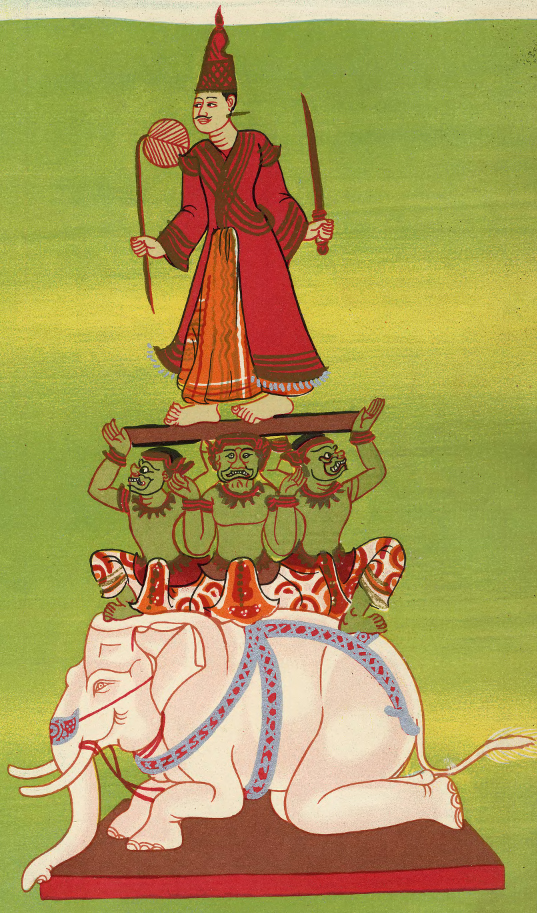
Uma representação do nat Mahagiri, ao qual os soldados de Thado sacrificavam cavalos e gado para honrar a ascensão de seu senhor ao trono de Ava

Thado subiu formalmente o trono em 20 de maio de 1426 com o título real de Thiri Tri-Bawana-Ditya-Pawara-Pandita Dhamma-Yaza (သီရိ တြိဘဝနာဒိတျပဝရပဏ္ဍိတ ဓမ္မရာဇာ, em páli:  Śrī Tribhavanādityapavarapaṇḍita Dhammarājā). Ele nomeou seu filho mais velho de 15 anos einshei min (herdeiro aparente) com o título de Minye Kyawswa. Sua coroação é notável pelas práticas animistas de seus soldados, que celebravam sacrificando cavalos e gado ao espírito Mahagiri.
O homem de 46 anos assumiu o trono, embora os príncipes mais antigos na ordem de sucessão — Tarabya e Minye Kyawhtin, não tenham desistido de sua reivindicação. Tampouco havia garantido o apoio dos vassalos do sul e do leste, que o consideravam “na melhor das hipóteses um sênior”.

### Consolidação do poder
Seus alvos iniciais eram a realeza com a maior reivindicação ao trono. Suas tropas perseguiram o rei Nyo e a rainha Bo-Me, e Nyo morreu fugindo cerca de duas semanas depois. A rainha Bo-Me, apesar de seu desprezo por Thado, tornou-se uma de suas rainhas.
Seus próximos alvos foram os príncipes Tarabya e Minye Kyawhtin, que estavam resistindo em Pakhan, cerca de 100 quilômetros a sudoeste de Ava. Nos dois meses seguintes, Thado garantiu o apoio dos vassalos ao longo do rio Irauádi — Pagã (Bagan), Sale, Sagu, Pakhan Nge, Salin e Prome (Pyay). Em agosto, suas forças (9 mil soldados, 300 cavalos e 20 elefantes) facilmente invadiram Pakhan, e capturaram ambos os príncipes, bem como Shin Saw Pu, consorte de Tarabya e ex-rainha do rei Thihathu. Thado criou Pu para ser sua rainha e, em seguida, tomou a decisão fatídica de perdoar os príncipes, o único filho vivo e neto de seu falecido senhor, o rei Minkhaung. Ele enviou Tarabya para morar em uma propriedade em Pagã, e Minye Kyawhtin para Thissein.
Em seguida, ele convocou os dois principais governadores do Sudeste, Thinkhaya III de Toungoo e Thihapate III de Taungdwingyi para Ava. Quando os governadores apareceram com relutância, ele os cortejou apresentando presentes luxuosos e tratando-os com respeito. Enquanto os governadores polidamente juravam lealdade ao novo rei, o filho mais velho de Thado, o príncipe herdeiro, estava cético e instou seu pai a não permitir que eles retornassem aos seus feudos. Thado rejeitou o conselho de seu filho.

### Início das rebeliões e da guerra das sombras de Pegu
Logo descobriu-se que a suspeita do filho estava correta. Os dois governadores declararam a independência logo depois de voltarem aos seus feudos. No início de 1427, o regime de Thado foi assediado por uma nova rodada de rebeliões: Onbaung e Mohnyin (seu antigo feudo) no norte, e Toungoo e Taungdwin no sul.
O que desencadeou a próxima rodada foi a rebelião do príncipe Minye Kyawhtin, cuja vida foi poupada por Thado no início de agosto. Ao contrário de seu tio Tarabya, o príncipe, o filho mais velho do príncipe herdeiro Minye Kyawswa (reinou 1406–1415), recusou-se a renunciar ao trono. Ele prontamente deixou Thissein para Onbaung, onde recebeu o apoio de Le Than Bwa. No final de 1426, o príncipe e seu exército de Onbaung invadiram, chegando a Yenantha, cerca de 60 km a nordeste da capital. Embora o exército principal de Thado tenha conseguido expulsar Kyawhtin, a batalha tão perto da capital provou ser a abertura para vassalos sem entusiasmo. Em janeiro de 1427, o saopha de Mogaung revoltou-se depois de ser preterido para o governo de Mohnyin, e tomou Mohnyin. Enquanto isso, os governadores de Toungoo e Taungdwin não apenas se revoltaram, mas também contaram com o apoio do rei Binnya Ran I de Hanthawaddy Pegu para apreender Prome (Pyay). As forças de Hanthawaddy ocuparam Tharrawaddy, o distrito mais ao sul de Prome.

### Resposta fraca às rebeliões

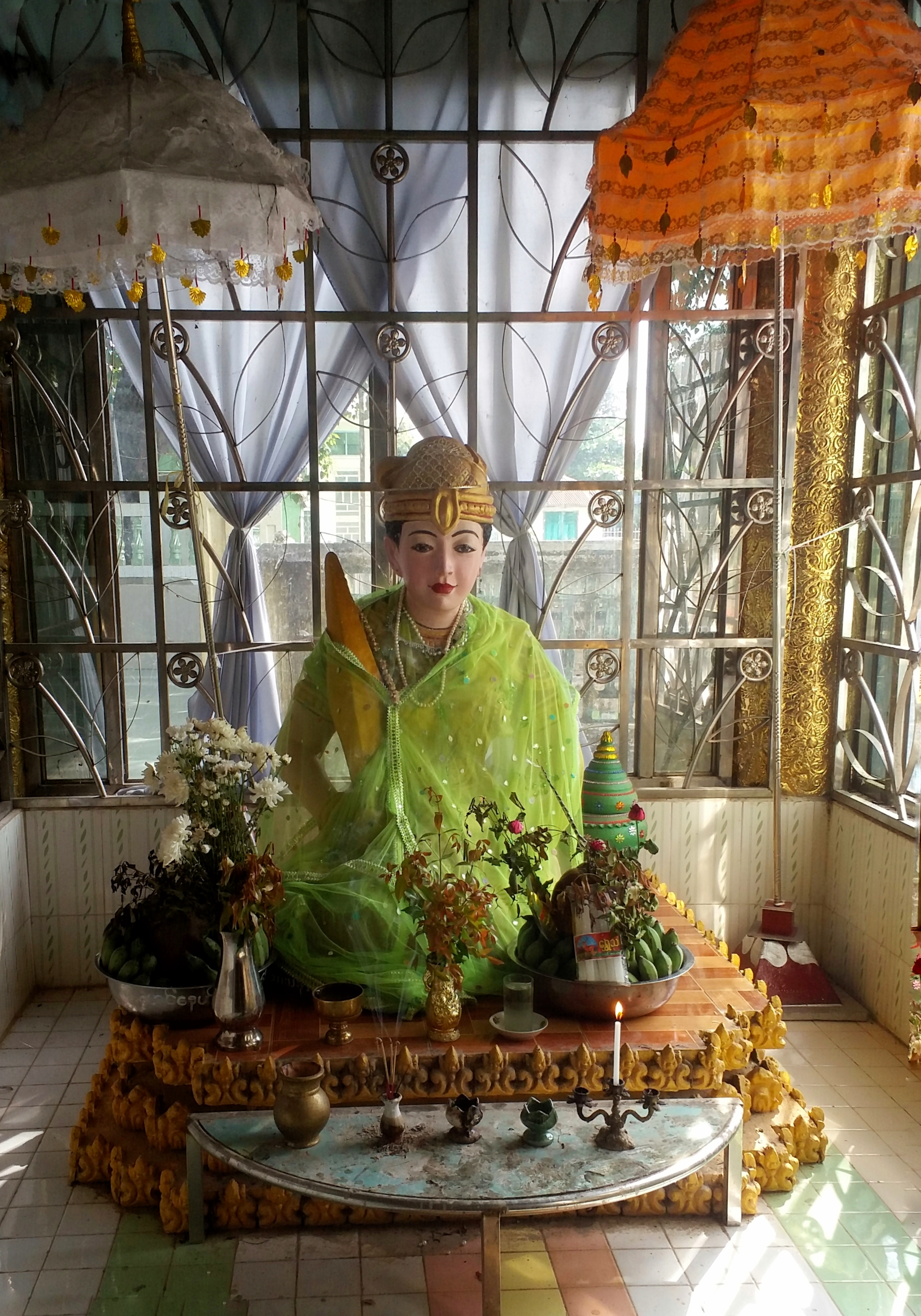
Rainha Shin Saw Pu, que fugiu de Ava e retornou à sua terra natal, Pegu, em 1429

Thado estava mal preparado para enfrentar as rebeliões simultaneamente. Ele considerou a defesa de Prome sua principal prioridade e desdobrou a maioria de suas forças no sul. Mas ele foi completamente pego de surpresa quando Kyawhtin invadiu novamente na próxima estação seca. O príncipe rebelde avançou até Tabetswe, apenas 25 km a sudeste de Ava. Thado teve que lutar para levantar uma força, o que só poderia empurrar Kyawhtin de volta para Pinle, cerca de 70 km a sudeste de Ava.
Após a vitória apertada, Thado seguiu uma política amplamente defensiva. Além de enviar uma pequena e malsucedida expedição a Pinle na estação seca de 1428-1429, ele colocou suas forças em posições defensivas nas fronteiras sul e norte, nomeando seu segundo filho governador de Prome e seu irmão mais novo governador de Myedu em 1429. As nomeações vieram logo depois que a rainha Shin Saw Pu conseguiu fugir de Ava e voltou para Pegu. O retorno de Pu abriu caminho para seu irmão Ran avançar para Prome, mas Thado estava alheio à ameaça. Ele estava focado na construção de uma grande estupa budista para as relíquias trazidas do Ceilão por dois monges seniores de Ava. (No início do ano, o rei Binnya Ran acompanhou pessoalmente os monges, que haviam desembarcado em Bassein (Pathein), até Prome, onde as relíquias foram transferidas para quarenta barcos enviados de Ava com grande alarde.)
Os rivais de Thado viam sua inação como fraqueza e logo o testariam. Mais tarde naquele ano, as forças de Toungoo marcharam para o norte e ocuparam a região de Yamethin com cinco distritos irrigados. Apesar de ainda controlar os três principais celeiros da Alta Birmânia — vale do Mu, Minbu e uma grande parte de Kyaukse —, Thado não respondeu com força. Sua atenção estava amplamente focada na construção de seu pagode, o Yadana Zedi em Sagaingue. Em vez disso, por recomendação de sua corte, ele enviou duas missões separadas para Onbaung e Yat Sauk Naung Mun, pedindo a Onbaung que retirasse seu apoio a Kyawhtin em Pinle e Yat Sauk para encerrar seu apoio a Thinkhaya em Toungoo, em troca do reconhecimento de Ava dos Estados de língua xã. Ambas as missões não conseguiram garantir um acordo. Um Thinkhaya encorajado de Toungoo agora planejava uma apreensão total de Prome, e passou a garantir assistência militar de Pegu.

### Guerra com Hanthawaddy (1430-1431)

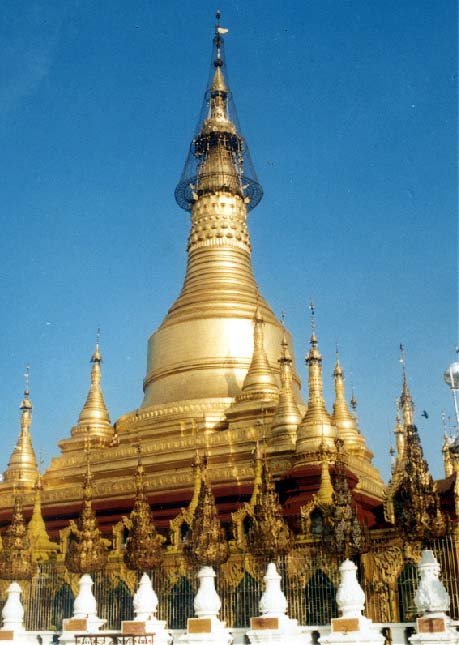
O Pagode Shwesandaw em Prome (Pyay), onde os reis da geração anterior, Minkhaung I e Razadarit, juraram manter a paz em 1403

Em outubro de 1430, Pegu e Toungoo lançaram uma invasão conjunta de Prome. As forças combinadas de 15 mil homens rapidamente sitiaram a cidade portuária fortificada no rio Irauádi. Thado, que havia dedicado grande parte de seus recursos na construção de seu pagode no ano passado, foi pego de surpresa. Sua corte o avisou que ele não tinha tropas suficientes para quebrar o cerco no sul e defender a região da capital de Pinle ao mesmo tempo. Ele relutantemente concordou em negociar diretamente com Ran, monarca a monarca, com a condição de que Thinkhaya não fizesse parte da negociação.
Mas quando a delegação de Hanthawaddy apareceu, Thado ficou chocado com as exigências de Ran. O rei de Hanthawaddy pediu a Thado que reconhecesse sua anexação em 1427 de Tharrawaddy e Paungde. Thado ficou tão zangado com a demanda que ele reflexivamente ordenou que o chefe da delegação de Hanthawaddy, Maha Thamun, fosse executado antes que seu ministro-chefe Yazathingyan o convencesse a desistir. Ele manteve a delegação esperando por mais três meses e continuou com a construção do pagode até sua conclusão em 27 de janeiro de 1431.
Somente após a cerimônia de conclusão do pagode ele voltou sua atenção para a guerra. Prome ainda estava sob cerco, embora em um cessar-fogo. Ele reuniu 13 mil soldados nos três meses, mas no final, decidiu não lutar, e concordou amplamente com os termos iniciais de Ran. Quando ele e Ran se encontraram fora de Prome, ele cedeu formalmente Tharrawaddy e Paungde, e enviou a princesa Soe Min Wimala Dewi, sobrinha do falecido rei Minkhaung I de Ava, para Ran, em um casamento de Estado. (Ela se tornou a rainha-chefe de Ran, e seu único filho, Leik Munhtaw, mais tarde se tornou rei de Pegu em 1453.) A única concessão de Ran foi retirar seu apoio a Toungoo.

### Retirada do governo
“... Tendo navegado por este rio por um mês, ele chegou a uma cidade mais nobre do que o resto chamada Ava. Esta província está repleta de elefantes; o rei guarda dez mil e os usa em suas guerras. Eles fixam torres nas costas das quais oito a dez homens lutam com dardos e flechas. Este animal é tão inteligente que, quando está em batalha, recebe frequentemente os dardos do inimigo na sola do pé para que aqueles que carrega nas costas não sejam feridos.
O rei desta província monta um elefante branco, ao redor do pescoço do qual está presa uma corrente de ouro ornamentada com pedras preciosas, que chega até seus pés...”

Testemunha ocular c. 1435 pelo comerciante veneziano Niccolò Da Conti, o primeiro europeu a visitar a Birmânia.
Thado, no entanto, não fez uso da concessão de Ran para reclamar Toungoo. Em vez disso, ele se tornou mais recluso. Retomou a construção de mais templos, direcionando grande parte dos recursos de seu Estado remanescente para vários projetos de construção. Ao todo, construiu um total de 27 novos pagodes, templos e mosteiros, incluindo um em Rajagarra (ရာဇဂြိုဟ်) na Índia durante seu reinado. De acordo com um cálculo preliminar do historiador Michael Aung-Thwin, os 27 projetos podem ter custado ao tesouro real 1,62 milhão de kyats (ticals) (25.453 kg) de prata, “sem incluir as doações usuais de pessoas e terras para sua manutenção posterior.”
Reunificar o reino não era mais sua prioridade. Ao todo, nos últimos 8 anos de seu reinado, ele autorizou apenas uma expedição menor: uma campanha de 1433-1434 liderada por seu filho mais velho, o príncipe herdeiro, para Pinle, Yamethin e Taungdwin. No entanto, a força do exército (5 mil soldados, 300 cavalos, 12 elefantes) era muito pequena para capturar as cidades fortemente fortificadas, espalhadas por 70 km a 250 km de Ava. O exército voltou de mãos vazias depois de três meses.
O rei não enviou mais expedições. Ele não fez nada quando Thinkhaya de Toungoo morreu em 1435, e uma luta pelo poder eclodiu entre o genro de Thinkhaya, Uzana, e o filho Saw Oo. Ele não fez nada em 1436 quando Binnya Ran, violando o tratado de 1431, marchou abertamente para Toungoo com um exército e colocou Saw Oo no trono de Toungoo.

### Alteração no calendário
“Na conclusão de Sakarac 800... homens sábios de todo o Reino de Mranmma, bem versados em pitikas e vedas, debateram e discutiram... [a era]. Após a discussão, um grande e espaçoso pavilhão foi erguido em campo aberto no mercado de prata à direita do palácio, ao sul de Ava e ao norte de Tonpulu. Na companhia de príncipes, princesas, netos reais, amigos reais, parentes reais, governadores de reis, ministros e comandantes militares, monges, brâmanes, depois de doar... ouro, prata, pedras preciosas, elefantes, cavalos, servos, terras, búfalos, touros, vacas, roupas... padi... nada faltando, em grande quantidade, o rei eliminou a notória, difícil e extraordinária era.”

Uma inscrição contemporânea descrevendo as discussões para alterar o calendário birmanês
A excentricidade de Thado só cresceu nos seus últimos anos. Em 1437, ele passou a acreditar no conselho dos astrólogos da corte de que os problemas de seu reino passado precisavam ser resolvidos alterando o calendário birmanês quando chegasse ao ano 800 ME (em 1438 EC). Horrorizado, a corte tentou dissuadi-lo. Quando o ministro-chefe Yazathingyan disse que os reis que alteravam o calendário morriam dentro de um ano, ele respondeu: “Eu não poderia ter medo da morte, se isso significasse fazer todas as criaturas felizes. Se eu devo morrer, deixe-me morrer. Eu não quero ser colocado em uma canção como o rei que estava com medo de cumprir seu dever.”
No décimo primeiro aniversário de sua coroação, em 18 de maio de 1437, ele anunciou no Palácio de Ava que o calendário seria redefinido para o ano dois (não para o ano zero), no próximo dia do ano novo (30 de março de 1438).

## Morte e sucessão
Thado não morreu no ano da alteração do calendário como alguns haviam profetizado. Ele morreu dentro de 13 meses, dias antes do 13.º aniversário de seu reinado — em abril de 1439. Ele aparentemente acreditou na profecia, no entanto. As crônicas dizem que ele passou seus últimos meses realizando atos de mérito, incluindo a concessão de anistia aos presos por furto, casamento de suas concubinas que foram pegas traindo seus amantes, legando bens a suas rainhas e concubinas e libertando prostitutas em Ava, Pagã e Nyaung-U pagando suas dívidas. Ele tinha 59 anos.
O rei foi sucedido por seu filho mais velho, o príncipe herdeiro Minye Kyawswa.

## Legado

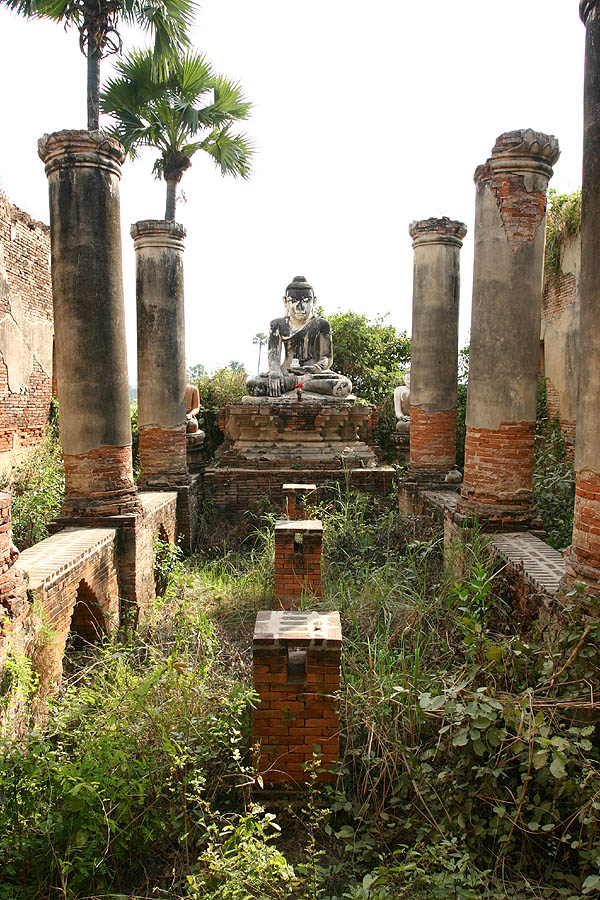
Ruínas de Ava hoje

Embora seu reinado tenha sido em grande parte ineficaz, o antigo saopha de um Estado periférico do norte fundou uma nova dinastia (ou uma nova casa da dinastia fundadora) baseada em Ava. A Casa/Dinastia de Mohnyin (မိုးညှင်း ဆက်) levou Ava ao seu “apogeu” na segunda metade do século XV e governou o reino até 1527.
No entanto, o sucesso da dinastia deveu-se principalmente à competência de seus sucessores. Ao todo, Thado “deixou muitos edifícios religiosos mas também oposição política.” Enquanto ele escolheu dedicar a riqueza e a mão de obra da região central na construção de templos, as regiões centrais forneceram recursos suficientes para seus sucessores imediatos reunificarem o reino. De fato, seus filhos, os reis Minye Kyawswa I (reinou 1439–1442) e Narapati I (reinou 1442–1468) seguiram uma política mais militarista e recuperaram todos os antigos vassalos de Ava, incluindo aqueles perdidos para Hanthawaddy, pelo final da década de 1440.
Sua alteração do calendário não teve sucesso. A nova era, conhecida como Thekkarit To (သက္ကရာဇ် တို, “Era Curta”), nunca ganhou uso popular. A corte de Ava continuou a usar Thekkarit To juntamente com a era existente pelo menos até 1496/1497 no reinado do rei Minkhaung II reinou 1480–1501).

## Administração

### Extensão de seu reino
Sua autoridade se estendia apenas ao longo do estreito eixo norte-sul do rio Irauádi. Sua guarnição mais ao sul estava em Prome (Pyay), ~400 km ao sul de Ava, enquanto sua guarnição mais ao norte estava em Myedu, ~200 km da capital. (Ele pode ter tido controle intermitente mais ao norte de Myohla perto de Mohnyin e Bhamo.) Ele nunca teve nenhum controle dos Estados do leste (por exemplo, Onbaung e Nyaungshwe) e do sudeste (Toungoo e Taungdwin). Na verdade, ele nem sequer controlava Pinle, a apenas 70 km de Ava. Essa estreiteza é corroborada pelos 27 pagodes/mosteiros que ele construiu durante seu reinado: a maioria estava localizada dentro do corredor Myedu-Prome, revelando “a extensão, pelo menos, das áreas sob o domínio direto de Ava”.
| Construções Religiosas Patrocinadas pelo Rei Thado | Construções Religiosas Patrocinadas pelo Rei Thado | Construções Religiosas Patrocinadas pelo Rei Thado | Construções Religiosas Patrocinadas pelo Rei Thado                                                            |
| N.º                                                | Nome                                               | Localização                                        | Descrição |
| -------------------------------------------------- | -------------------------------------------------- | -------------------------------------------------- | --- |
| 1.                                                 | Yadana Zedi                                        | Sagaingue                                          | Yadana Zedi e um mosteiro nos arredores do pagode                                                             |
| 2.                                                 | Yan Aung-Myin                                      | Sagaingue                                          | Pagode e mosteiro                                                                                             |
| 3.                                                 | Shwe Zigon pagode e mosteiro                       | Nyaungyan                                          | Sua terra natal                                                                                               |
| 4.                                                 | Zigon pagode e mosteiro                            | Amyint                                             | Pagode e mosteiro                                                                                             |
| 5.                                                 | Pagode e mosteiro                                  | Myede                                              | |
| 6.                                                 | Pagode e mosteiro                                  | Anya Panbyin                                       | Uma vez que diz “Anya” (terras altas), o Panbyin aqui não se refere ao atual Panbyin no distrito de Taunggyi. |
| 7.                                                 | Pagode e mosteiro                                  | Sheinbaga                                          | Seu antigo feudo                                                                                              |
| 8.                                                 | Pagode e mosteiro                                  | Myohla do Norte]]                                  | Presumivelmente Myohla, Shwegu uma vez que a cidade é referida como localizada no norte.                      |
| 9.                                                 | Antigo Yan Aung-Myin pagode e mosteiro             | Sagaingue                                          | Reconstruiu o pagode originalmente construído pelo rei Minkhaung I e construiu um mosteiro                    |
| 10.                                                | Pagode e mosteiro                                  | Rajagarra, Índia                                   | |
| 11.                                                | Pagode e mosteiro                                  | Pakhan                                             | |
| 12.                                                | Pagode e mosteiro                                  | Thissein                                           | |
| 13.                                                | Pagode e mosteiro                                  | Taung-Kyi                                          | |
| 14.                                                | Pagode e mosteiro                                  | Wayindok                                           | |
| 15.                                                | Pagode e mosteiro                                  | Prome (Pyay)                                       | |
| 16.                                                | Pagode e mosteiro                                  | Pagã (Bagan)                                       | |
| 17.                                                | Myit-Nge pagode e mosteiro                         | Ava (Inwa)                                         | |
| 18.                                                | Shwe Myin-Mi pagode e mosteiro                     | Myinmi                                             | |
| 19.                                                | Pagode e mosteiro                                  | Ngalyingwe                                         | |
| 20.                                                | Pagode e mosteiro                                  | Taungpulu                                          | |
| 21.                                                | Pagode e mosteiro                                  | Kunzin-Kye                                         | |
| 22.                                                | Pagode e mosteiro                                  | Pinya                                              | |
| 23.                                                | Mosteiro de Pinya Oriental                         | Pinya                                              | |
| 24.                                                | Pagode e mosteiro                                  | Myingondaing                                       | |
| 25.                                                | Pagode e mosteiro                                  | Pyinzi                                             | |
| 26.                                                | Mosteiro                                           | Htandaw                                            | |
| 27.                                                | Mosteiro Dourado                                   | Pagã                                               | |

### Governantes vassalos
Thado nomeou muitos de seus parentes mais próximos para governar as regiões-chave de seu reino remanescente. Fora Yazathingyan, seu ministro-chefe, e Baya Gamani de Singu, os governantes dos principais Estados eram seus parentes próximos. Myedu no norte foi governado por seu irmão mais novo Nawrahta, que também comandou a Cavalaria do Norte (မြောက်ဖက်မြင်း). Prome no sul foi governado por seu filho do meio Thihathu.
| Governantes dos principais Estados vassalos | Governantes dos principais Estados vassalos | Governantes dos principais Estados vassalos                                    | Governantes dos principais Estados vassalos                                                                                              |
| Estado vassalo                              | Região                                      | Governante (duração no cargo)                                                  | Notas |
| ------------------------------------------- | ------------------------------------------- | ------------------------------------------------------------------------------ | --- |
| Pagã (Bagan)                                | Núcleo                                      | Tarabya de Pagã (1413–c. 1433) Einda Thiri Saw Hla Htut (c. 1434–?)            | Einda Thiri era a filha mais nova de Thado                                                                                               |
| Pakhan                                      | Núcleo                                      | Thiri Zeya Thura, o Velho (1426–1429) Thihapate e Shin Hla Myat (1429–1450/51) | Thiri Zeya Thura era cunhado de Thado Shin Hla Myat era a filha mais velha de Thado; ela e seu marido Thihapate eram cogovernadores.     |
| Pyinzi                                      | Núcleo                                      | Thihapate (1426–1434) Thiri Zeya Thura, o Jovem (1434–1442)                    | Thiri Zeya Thura, o Jovem, era sobrinho de Thado, e filho de Thiri Zeya Thura, o Velho, e da irmã de Thado, Shin Myat Hla.               |
| Sagaingue                                   | Núcleo                                      | Yazathingyan (1413–1460/61)                                                    | [ 72 ] [ 73 ] |
| Singu                                       | Centro-Norte                                | Baya Gamani (c. 1401–1426, 1427–c. década de 1450)                             | Irmão mais velho de Yazathingyan |
| Myedu                                       | Centro-Norte                                | Nawrahta (1429–?)                                                              | Irmão mais novo de Thado, e Comandante da Cavalaria do Norte                                                                             |
| Prome (Pyay)                                | Sul                                         | Min Maha (1422–1429) Thihathu III de Prome (1429–1442)                         | Thihathu era o segundo filho de Thado, e futuro rei Narapati I de Ava                                                                    |
| Taungû (Taungoo)                            | Sudeste                                     | Thinkhaya III (1420–1435) Uzana (1435–1436) Saw Oo II (1436–1440)              | Thinkhaya se revoltou logo após retornar de Ava no final de 1426 Saw Oo era um vassalo de Hanthawaddy.                                   |
| Taungdwin                                   | Sudeste                                     | Thihapate III (c. 1401–1441)                                                   | Não o Thihapate de Pakhan e Mohnyin; este Thihapate se revoltou depois de retornar de Ava no final de 1426                               |
| Mohnyin                                     | Norte                                       | filho do saopha de Mosit (1427)                                                | Governou por algumas semanas. Derrubado no início de 1427 por Tho Ngan Bwa, o saopha da vizinha Mogaung que queria o governo de Mohnyin. |
| Mogaung                                     | Norte                                       | Tho Ngan Bwa (?–1445)                                                          | Revoltou-se em janeiro de 1427 depois que Thado não lhe deu o governo de Mohnyin                                                         |

## Serviço militar
A seguir, uma lista de campanhas militares que Thado participou como comandante ou general, conforme relatado nas crônicas reais. As campanhas que ele encomendou mas não esteve presente nas batalhas não estão incluídas.
| Campanhas Militares de Thado                  | Campanhas Militares de Thado | Campanhas Militares de Thado | Campanhas Militares de Thado |
| Campanha                                      | Período                      | Tropas comandadas            | Resumo |
| --------------------------------------------- | ---------------------------- | ---------------------------- | --- |
| Guerra dos Quarenta Anos                      | 1402                         | 1 regimento                  | Liderou um regimento que guardava um comboio de 2 mil pôneis de carga, cada um carregando duas tins (~82 litros, ~2,25 bushels) de arroz para abastecer Prome. Parte do exército de vanguarda (5 mil soldados, 300 cavalos, 20 elefantes) que tentou quebrar o cerco de Hanthawaddy de Prome (Pyay). Inicialmente expulso pelo general Byat Za, e quebrou o cerco somente depois que Minkhaung chegou com mais 12 mil homens. |
| Ava invasão de Arracão                        | 1406                         | 10 regimentos                | Vice-comandante-em-chefe (sitke) do exército de invasão (10 mil soldados, 500 cavalos, 40 elefantes) sob o comando do príncipe Minye Kyawswa. |
| Guerra dos Quarenta Anos                      | 1408                         | 1 regiment                   | Part of the disastrous invasion (with a force consisted of 22,000 troops, 2000 cavalry, 80 elephants) that began at the outset of the rainy season. Commanded one of the eight regiments of the rearguard army. |
| Guerra dos Quarenta Anos                      | 1409–1410                    | 1 regiment                   | Part of the two invasion armies (14,000 men, 1400 cavalry, 100 elephants). Appointed governor of Mohnyin for his performance. |
| Guerra dos Quarenta Anos                      | 1410–1411                    | Nenhum                       | Não participou da campanha |
| Guerra contra a China                         | 1412                         | 1 regimento                  | Parte do exército (7 mil soldados, 300 cavalos, 40 elefantes) que lutou com Hsenwi e depois com as forças chinesas em 1412. |
| Guerra contra a China                         | 1413–1414                    | ?                            | Provavelmente parte do exército (8 mil soldados, 400 cavalos e 30 elefantes) que derrotou as forças apoiadas pelos chineses em 1413-1414. |
| Guerra dos Quarenta Anos                      | 1422–23                      | 1 exército (8 regimentos)    | Comandou um dos dois exércitos que invadiram Hanthawaddy. A força de seu exército era de 8 mil soldados, 500 cavalos, 30 elefantes. |
| Revolta contra o rei Nyo                      | 1426                         | desconhecido                 | As crônicas relatam a força das tropas da oposição do rei Nyo apenas (2 mil soldados na Batalha de Thissein e 3 mil soldados na Batalha de Wetchet. |
| Batalha de Pakhan contra Tarabya II de Pakhan | 1426                         | 1 exército (4 regimentos)    | Comandou um exército (4 mil soldados) que navegaram até Pakhan por barcos. Seus dois filhos mais velhos comandaram dois outros exércitos. |
| Guerra de Ava–Pegu                            | 1431                         | 2 exércitos                  | Comandante geral da força de socorro (13 mil soldados, 800 cavalos, 50 elefantes) que foi para a frente de guerra de Prome para assinar o tratado de paz com o rei Binnya Ran de Hanthawaddy. |

## Historiografia
As crônicas não concordam sobre as datas-chave de sua vida e reinado. Todas as principais crônicas dizem que ele nasceu em um domingo de 1379. A crônica Zatadawbon Yazawin fornece informações conflitantes em duas seções.
| Fonte                                           | Nascimento–Morte                                              | Idade         | Reinado                                      | Duração do reinado | Referência |
| ----------------------------------------------- | ------------------------------------------------------------- | ------------- | -------------------------------------------- | ------------------ | --- |
| Zatadawbon Yazawin (Lista de Reis da Seção Ava) | c. setembro/outubro de 1378 – 1438 nasceu em uma quinta-feira | 59 (60.º ano) | Março de 1427 – 1438                         | 12                 | [ aa ] |
| Zatadawbon Yazawin (Seção de Horóscopos)        | 23 de outubro de 1379 – 1439 nasceu no domingo                | 59 (60.º ano) | 1426–1439                                    | 13                 | [ ab ] |
| Maha Yazawin                                    | c. 1379 – 26 de abril de 1439 nasceu no domingo               | 59 (60.º ano) | [6–19] de maio de 1426 – 26 de abril de 1439 | 12 para 13         | (Maha Yazawin Vol. 2 2006: 61, 72): Thado subiu ao trono na metade crescente de Nayon 788 ME (6-19 de maio de 1426) em seu 47.º ano (aos 46 anos). (Maha Yazawin Vol. 2 2006: 72–73): Nascido no domingo, Thado morreu em 801 ME (1439/1440), tendo reinado quase 13 anos. Isso significa que o último dia em que ele poderia ter morrido foi o último dia do surgimento de Nayon 801 ME (26 de abril de 1439).</ref> |
| Yazawin Thit                                    | c. 1379 – 1439 nasceu no domingo                              | 59 (60.º ano) | 16 de maio de 1426 – 1439                    | 13                 | [ ac ] |
| Hmannan Yazawin                                 | c. 1379 – 26 de abril de 1439 nasceu no domingo               | 59 (60.º ano) | [6–19] de maio de 1426 – 26 de abril de 1439 | quase 13           | [ ad ] |

## Família

### Ancestralidade
Ele era um descendente de sétima geração dos reis Naratheinkha e Sithu II de Pagã, e um bisneto de Kyawswa I de Pinya. Ele também era descendente do ministro-chefe Yazathingyan de Pagã através de sua tataravó Khin Hpone, que era filha do general Yanda Pyissi, o filho mais novo de Yazathingyan.

### Irmãos
O filho mais velho, Thado, tinha um irmão mais novo e uma irmã mais nova.
| Irmãos | Relação         | Notas                                                  |
| --- | --------------- | ------------------------------------------------------ |
| Nawrahta de Myedu | Irmão mais novo | Governador de Myedu e Comandante da Cavalaria do Norte |
| (Maha Yazawin Vol. 2 2006: 61) dá o nome de sua irmã mais nova como Min Hla Myat. (Yazawin Thit Vol. 1 2012: 272) diz que o nome era Shin Myat Hla, o mesmo nome da rainha-chefe de Thado, Shin Myat Hla de Ava. (Hmannan Vol. 2 2003: 63) aceita a correção de Yazawin Thit.</ref> | Irmã mais nova  | Duquesa de Pakhan (reinou 1426–1429)                   |

### Consortes
De acordo com a Maha Yazawin, Thado tinha apenas uma rainha sênior (mibaya), e não mantinha formalmente rainhas dos palácios do norte, centro e oeste. No entanto, crônicas posteriores, a Yazawin Thit e a Hmannan Yazawin incluem Shin Bo-Me, Shin Saw Pu e Shin Hla Myat como outras rainhas seniores.
| Rainha        | Posição                        | Filhos |
| ------------- | ------------------------------ | --- |
| Shin Myat Hla | Rainha-principal               | Rei Minye Kyawswa I de Ava rei Narapati I de Ava governadora Shin Hla Myat de Pakhan governadora Einda Thiri Saw Hla Htut de Pagã |
| Shin Bo-Me    | Rainha-sênior                  | nenhum |
| Shin Saw Pu   | Rainha-sênior                  | nenhum |
| Shin Hla Myat | Rainha-sênior (Tazaung Mibaya) | nenhum |

### Filhos
Ele teve cinco filhos, quatro dos quais por sua rainha principal, e um por uma concubina.
| Filhos                     | Notas |
| -------------------------- | --- |
| Minye Kyawswa I de Ava     | Rei de Ava (reinou 1439–1442) |
| Narapati I de Ava          | Rei de Ava (reinou 1442–1468) |
| Shin Hla Myat              | Cogovernadora de Pakhan (reinou 1429–1450/1451) Esposa de Thihapate de Pakhan e Mohnyin; Tinha o mesmo nome da rainha de Thado, Shin Hla Myat |
| Einda Thiri Saw Hla Htut   | Governadora de Pagã (reinou c. 1434–?) |
| Ottama Thiri Zeya Nawrahta | Governador de Salin (reinou 1485–1486); Governador de Dabayin Filho de uma concubina                                                          |